# Elecciones federales de Alemania de 2002
Las elecciones federales de Alemania de 2002 se llevaron a cabo el domingo 22 de septiembre de 2002 para elegir a los miembros del Bundestag de Alemania.

## Campaña
Algunas temáticas dominaron la campaña, ya que la oposición CDU/CSU criticó fuertemente el desempeño del gobierno en materias económicas, y realizaron una campaña basados en la importancia de los valores familiares y en contra de los impuestos (particularmente en los combustibles). El gobierno, por otro lado, tenía una gran base de apoyo producto del rechazo del gobierno a la guerra de Irak y por la misma popularidad personal de Gerhard Schröder, en comparación con el candidato de oposición para Canciller, el líder de la CSU, Edmund Stoiber.

## Resultados
Aunque el bloque opositor ganó varios escaños y el resultado estuvo en duda la mayor parte de la noche de elección, la coalición gobernante logró conservar una mayoría estrecha. En particular, el SPD pudo compensar parcialmente las disminuciones de votos en el oeste con un aumento en el oriente.
Los resultados fueron:
| Partido | Partido                                  | Lista de partido | Porcentaje de votos | Porcentaje de votos | Total de escaños | Total de escaños | Porcentaje de escaños |
| ------- | ---------------------------------------- | ---------------- | ------------------- | ------------------- | ---------------- | ---------------- | --------------------- |
|         | Partido Socialdemócrata (SPD)            | 18.488.668       | 38,5%               | -2,4%               | 251              | -47              | 41,6%                 |
|         | Los Verdes                               | 4.110.355        | 8,6%                | +1,9%               | 55               | +8               | 9,1%                  |
|         | Unión Demócrata Cristiana (CDU)          | 14.167.561       | 29,5%               | +1,1%               | 190              | -8               | 31,5%                 |
|         | Unión Social Cristiana (CSU)             | 4.315.080        | 9,0%                | +2,2%               | 58               | +11              | 9,6%                  |
|         | Partido Demócrata Libre (FDP)            | 3.538.815        | 7,4%                | +1,1%               | 47               | +4               | 7,8%                  |
|         | Partido del Socialismo Democrático (PDS) | 1.916.702        | 4,0%                | -1,1%               | 2                | -34              | 0,3%                  |
|         | Otros                                    | 1.459.299        | 3,0%                |                     | 0                |                  | 0,0%                  |
|         | Votos nulos/en blanco                    | 586.281          | -                   | -                   | -                | -                | -                     |
| Totales | Totales                                  | 48.582.761       | 100,0%              |                     | 603              | -66              | 100,0%                |

Nota: A pesar de no superar el 5% de los votos, el PDS pudo obtener representación ya que sus dos escaños fueron elegidos directamente.

## Post elección
Tras el resultado electoral, la coalición de gobierno entre el SPD y Los Verdes continuó con Gerhard Schröder como canciller de Alemania y el líder verde Joschka Fischer como vicecanciller. Pese al virtual empate en votos del partido de Schröder con la CDU/CSU, el pacto Rojiverde entre socialdemócratas y verdes pudo sostenerse por la mínima, ya que entre ambas formaciones obtuvieron 306 escaños de los 603 con que se constituyó el Bundestag para la legislatura 2002-2006, contra 297 bancas que reunían las demás formaciones con representación parlamentaria.